# Perinereis taorica
Perinereis taorica är en ringmaskart som beskrevs av Langerhans 1881. Perinereis taorica ingår i släktet Perinereis och familjen Nereididae. Inga underarter finns listade i Catalogue of Life.